# Bregma
El bregma (del griego βρέγμα, parte superior de la cabeza, "frente") es un punto anatómico del cráneo situado en donde la sutura coronal se interseca perpendicularmente con la sutura sagital. Es el punto donde se encuentran el hueso frontal y el hueso parietal.

## Desarrollo
El bregma es conocido como fontanela anterior en el cráneo del feto o del recién nacido.